# ۸۰۱ (قمری)
۸۰۱ (قمری)، هشتصد و یکمین سال در گاهشماری هجری قمری است. اول محرم این سال برابر با بیست و یکم سپتامبر سال ۱۳۹۸ میلادی است.

## وابسته
- مرینیان